# Curvelândia
Curvelândia é um município brasileiro do estado de Mato Grosso. Sua população em 2020 é de 5.241 habitantes.

## História
A ocupação da área do município de Curvelândia se iniciou a mais de dois séculos, quando se iniciou a formação de Cáceres no qual pertencia até 1998. Foi a partir do século XVIII, quando os primeiros desbravadores sertanistas passaram por estas planícies ainda não habitadas por homens não-índios, mas se presume que alguns caboclos  desceram pelo Rio Paraguai vindo dos garimpos diamantíferos de Alto Paraguai, Diamantino, Arenápolis e Barra do Bugres e quando encontraram a Foz do Rio Cabaçal, subiram-no na esperança de encontrarem metais preciosos, porém não encontraram. Foram por certo os primeiros sertanistas a pisarem o solo fértil destas terras, coberta com a exuberante floresta amazônica, intercalada por cerradão e uma diversificada fauna.
Ou ainda aventureiros oriundos de Corumbá que admirariam as águas do afluente Cabaçal, e espectavam os encantos da natureza e o esplendor dos animais que habitavam nesta região, navegando por semanas e alojavam a beira do rio Cabaçal por volta de 1900. Alguns anos depois os Cacerenses, perceberam a comercializável Poaia  que colhidas pelos desbravadores acampados na conhecida hoje como Comunidade Cabaçal, negociavam a matéria prima com produtos alimentícios, roupas e calçados, e transportavam em enormes Batelões, pois não havia estradas, e assim demoravam até oito dias para voltar, dependendo da altura do rio e da força da natureza. A ocupação das terras iniciou-se efetivamente na década de 70, quando o Governo do Estado de Mato Grosso concedeu alguns títulos na faixa de fronteira Brasil/Bolívia em terras da União, para alguns fazendeiros imigrantes do Estado de São Paulo, no entanto essas terras foram abandonadas, e invadidas por outros imigrantes vindo de diversos estados, como Ceará, São Paulo, Pernambuco, Nordeste, Mato Grosso do Sul. O povoado foi formado com a vida da família Castrilon, que se instalou nas terras do Fazendeiro Ramiro Ali Murad, que enfrentaram muitas dificuldades em razão a falta de acesso de água e as cidades por falta de estradas. Vieram mais tarde, imigrantes de diversas regiões do Brasil, com incentivos dos que já moravam no povoado e que acreditavam no progresso da comunidade, que na época era Lagoa dos Patos, e após acidente de vários bois na curva da estrada, ficou conhecido como Curva do Boi, e denominado Curvelândia quando passou pelo processo de emancipação.
O município de Curvelândia foi ocupado por pessoas desbravadoras da agricultura e da pecuária, com intenção de possuir grandes terrenos e ter o seu próprio negócio, até porque as terras tinham preços relativamente baixos, o que possibilitava o plantio de grandes extensões de algodão, arroz, milho (que na época não era atingida pelas grandes pragas existentes na agricultura hoje), e ainda a criação da pecuária, que se iniciou desde as primeiras ocupações e foi cada vez mais se expandindo a prática desta atividade, sendo hoje a base econômica do município.
Além do interesse de desenvolver a agricultura e a pecuária, os imigrantes para Curvelândia também contaram com incentivos de alguns programas colonizadores do INCRA (Instituto Nacional de Colonização e Reforma Agrária). Com isso, aumentou a população, e começaram os interesses pela emancipação do município, na tentativa de ter mais apoio do governo estadual, pois o distrito estava abandonado pelo município de Cáceres, do qual foi desmembrado. Líderes e comunidades em geral resolveram pleitear a emancipação econômica e administrativa de Curvelândia, e ainda um projeto de autoria do Deputado Estadual Amador Tut (1994-1998 e 1998-2002) que tinha como objetivo principal objetivo a emancipação deste distrito, que apesar de possuir pequena extensão, possuía e possui uma imensa diversidade ecológica e grande potencial turístico. 
Foram dezenas e dezenas de viagens à Cuiabá, capital do Estado de Mato Grosso tentando sensibilizar as autoridades e políticos a autorizarem o plebiscito para consultar os habitantes da concordância ou não do Distrito se tornar Município. Autorizado a realizar o plebiscito verificou-se que a grande maioria da população desejava a emancipação, e assim foi emancipada. No dia 28 de janeiro de 1998 a LEI nº 6.981 cria o município de Curvelândia, desmembrado dos Municípios de Cáceres, Mirassol do Oeste e Lambari d'Oeste publicada no mesmo dia pelo Diário Oficial do Estado de Mato Grosso. A Assembleia Legislativa do Estado de Mato Grosso, tendo em vista que o artigo 42 da Constituição Estadual aprova e o governador do Estado Sanciona a LEI que cria o município de Curvelândia, com sede na localidade de mesmo nome.

## População
- 2007 - 4.835 habitantes
- 2010 - 4.866 habitantes
- 2017 - 5.049 habitantes

População segundo domicílios (dados 2010)
- Urbana - 2.894 habitantes
- Rural - 1.972 habitantes

População por sexo (dados 2010)
- Homens - 2.534 habitantes
- Mulheres - 2.332 habitantes

fonte:

## Religião
Religião no Município de Curvelândia segundo o censo de 2010.
| Religião       | %    |
| -------------- | ---- |
| Catolicismo    | 67,1 |
| Protestantismo | 20,9 |
| Outras         | 3,2  |
| Sem religião   | 8,8  |

## Últimos prefeitos eleitos
| Ano  | Prefeito         | Partido      | Votos | %     | Ref    |
| ---- | ---------------- | ------------ | ----- | ----- | ------ |
| 2004 | Elias Leal       | PP           | 2.145 | 68,57 | [ 7 ]  |
| 2008 | Cabo Lair        | DEM          | 1.695 | 51,41 | [ 8 ]  |
| 2012 | Eli da Farmacia  | PR           | 1.399 | 42,68 | [ 9 ]  |
| 2016 | Sidinei Custodio | PSDB         | 1.867 | 59,14 | [ 10 ] |
| 2020 | Jadilson         | Republicanos | 1.826 | 53,80 | [ 11 ] |